# プリズン
『プリズン』（原題：Prison）は、1988年制作のアメリカ合衆国のホラー映画。レニー・ハーリン監督。ヴィゴ・モーテンセン主演。

## あらすじ
チャーリー・フォーサイス死刑囚が電気椅子で処刑された後、閉鎖されていたクリードモア刑務所が30年ぶりに再開された。しかしそれ以来、刑務所内では囚人たちが無残な死に方をする事件が立て続けに発生する。
シャープ所長は、それが自分がかつて死刑を執行させたチャーリーの怨霊の仕業であると知る。チャーリーは無実の罪で処刑されていたのだった。
囚人の1人バークは、刑務所の待遇改善委員で一連の事実を知るキャサリンと共にチャーリーの怨霊に立ち向かう。

## キャスト
| 役名               | 俳優                       | 日本語吹替   |
| 役名               | 俳優                       | テレビ東京版 |
| ------------------ | -------------------------- | ------------ |
| バーク/チャーリー  | ヴィゴ・モーテンセン       | 塩沢兼人     |
| シャープ所長       | レイン・スミス             | 石田太郎     |
| キャサリン         | チェルシー・フィールド     | 小宮和枝     |
| クレサス           | リンカーン・キルパトリック | 村松康雄     |
| ラビット           | トム・エヴェレット         | 稲葉実       |
| ラザーニャ         | アイヴァン・ケイン         | 江原正士     |
| ライノ             | スティーヴン・E・リトル    | 朝戸鉄也     |
| ティニー           | タイニー・リスター・Jr.    | 笹岡繁蔵     |
| チャーリー（怨霊） | ケイン・ホッダー           | 笹岡繁蔵     |

・テレビ東京版：初回放送1989年10月19日『木曜洋画劇場』(DVD収録)